# Impatiens alborosea
Impatiens alborosea är en balsaminväxtart som beskrevs av Tardieu. Impatiens alborosea ingår i släktet balsaminer, och familjen balsaminväxter. Inga underarter finns listade i Catalogue of Life.